# Niskasaaret (ö i Kehys-Kainuu, lat 64,21, long 29,57)
Niskasaaret är en ö i Finland. Den ligger i sjön Lentua och i kommunen Kuhmo i den ekonomiska regionen  Kehys-Kainuu  och landskapet Kajanaland, i den centrala delen av landet, 500 km nordost om huvudstaden Helsingfors. Öns area är 33,8 hektar och dess största längd är 1 kilometer i sydöst-nordvästlig riktning.  Notera att namnet antyder att det är fråga om flera öar.